# Barragem do Pego do Altar
A Barragem do Pego do Altar, originalmente batizada  Barragem Salazar, é uma barragem construída sobre o leito da Ribeira das Alcáçovas, na bacia do rio Sado, na freguesia de Santa Susana, no Município de Alcácer do Sal, em Portugal.
A então Barragem Salazar foi construída em 1949, durante o Estado Novo, tendo em vista o aproveitamento das águas para a agricultura no vale do Sado (arrozais de Alcácer do Sal) e para a produção hidroelétrica. A sua albufeira é, hoje em dia, um ponto de elevado interesse turístico, sobretudo para a pesca desportiva.
O seu Plano de Ordenamento da Albufeira foi aprovado através da Resolução do Conselho de Ministros n.º 35/2005, de 24 de Fevereiro.

## Património
Debaixo das águas está uma ponte do século XVIII, mas as águas da albufeira cobrem-na. Durante a seca na Península Ibérica de 2017–2018 a cota das águas da albufeira desceu significativamente e a ponte ficou a descoberto.